# Voorhout
Voorhout es una ciudad y municipio ubicado al oeste de los Países Bajos, en la provincia de Holanda del Sur. El antiguo municipio cubría una área de 12,59 kilómetros (4,86 millas) de los cuales 0,33 kilómetros (0,13 millas) está cubierta por agua, y tenía una población de 14.792 en 2004. El 1 de enero de 2006, Voorhout se fusiona con Warmond y Sassenheim para formar el nuevo municipio de Teylingen.
El municipio está ubicado en un área llamada "Región de Dunas y Bulbos".

## Historia
En 1988 Voorhout celebró su aniversario 1000 años. Se ha conservado una carta en la que se menciona que Voorhout existe desde al menos 988. Esta carta indica que el conde Dirk II de Holanda otorgó la iglesia de "Foranholte" (el antiguo nombre de Voorhout) a la Abadía de Egmond. La segunda parte del nombre –holte o –hout (que significa “madera”) es una referencia al área de la duna que supuestamente estaba muy arbolada en ese momento. Alrededor de los bordes de la zona, surgieron asentamientos. Voorhout surgió al frente de este bosque. El cercano Noordwijkerhouttambién se refiere a este bosque, al igual que Holanda, que es una degeneración de Holtland, que significa bosque.
Mucho antes de 988, la gente también vivía en el área, formada por una costa habitable. Se han encontrado algunas monedas romanas, de unos 2000 años de antigüedad. En 1907, cerca del Rijnsburgerweg, alguien encontró 18 hachas de bronce y 1 cincel, aproximadamente 3500 años, que ahora se encuentran en el Rijksmuseum van Oudhedenen Leiden.
Desde 1150 los nobles de Teylingen tienen un papel importante en el área. En el Slot Teylingen los condes holandeses se reúnen regularmente. La habitante más importante del castillo fue Jacoba van Beieren. Aun así, durante siglos, Voorhout fue solo un punto en el mapa. En 1514 hay 40 casas en Voorhout.
En 1657 se excavó el Leidsevaart. Era un canal que iba de Haarlem a Leiden. Debido a esto Voorhout comenzó a crecer muy lentamente. En 1842 se abrió la vía del tren Haarlem-Leiden y Voorhout consiguió dos paradas. En 1900 Voorhout tiene unos 2000 habitantes. La mayoría de ellos trabajando en el cultivo de bulbos. Permanece así hasta la Segunda Guerra Mundial. Después de 1944, ambas estaciones de tren en Voorhout se cierran para el transporte de pasajeros y se construyen muchas carreteras nuevas.
En 1960, alrededor de 5000 personas vivían en Voorhout y en 1988 ese número creció a 9360. El rápido crecimiento es causado por el nuevo vecindario Oosthout. En 1997 Voorhout consigue una estación de tren de nuevo. Debido a la construcción de nuevas casas la población crece aún más. El 1 de enero de 2005 Voorhout cuenta con 14 919 habitantes. En la época moderna, solo una pequeña parte de la población aún trabaja en el cultivo de bulbos. La mayoría de las personas con un trabajo no trabajan en el lugar. El 1 de enero de 2006, Voorhout se fusiona con Warmond y Sassenheim para formar el nuevo municipio de Teylingen.

## Famosos de Voorhout
- Herman Boerhaave (31 de diciembre de 1668 hasta 23 de septiembre de 1738) botánico, humanista y médico de la fama europea
- Edwin van der Sar (29 de octubre de 1970), futbolista (portero)
- Rob van Dijk (15 de enero de 1969), futbolista (portero)
- Job Musters jugador de fútbol
- Karlijn Kranenburg, un artista de arcilla conocido por su contribución a la producción de gomas de borrar similares a clayl

## Residentes en Voorhout
- Truus van Aalten (Arnhem 2 de agosto de 1910 - Warmond, 27 de junio de 1999) actriz, dirigió un negocio de importación / exportación de recuerdos en Voorhout después de 1954, después de que los nazis terminaran su carrera como comediante en Alemania.
- Job Musters, jugador de fútbol, comenzó su carrera en el FC Foreholte.
- EM Uhlenbeck ( Den Haag 9 de agosto de 1913 - Voorhout, 27 de mayo de 2003), lingüista.
- Joris Schouten (Blokker, 23 de septiembre de 1926), político.
- Chiara Tissen (5 de marzo de 1964), actriz y escritora.
- Jacqueline de Baviera (Le Quesnoy, 16 de julio de 1401 - Slot Teylingen, 9 de octubre de 1436), Condesa de Holanda. Vivió unos años en Slot Teylingen.
- Frank van Borssele (1395-1470), Stadholder (Gobernador) de las provincias de Holanda y Zelanda, Conde de Oostervant, cuarto marido de Jacoba van Beieren, vivió durante unos años en Slot Teylingen.
- Carlo l' Ami, antiguo futbolista (portero) y más tarde entrenador del portero del AFC Ajax, en Ámsterdam.
- Pablo Rodríguez (violinista) (2022-actualidad), violinista y compositor originario de la isla de La Palma